# Badghis
Badghis (persisch بادغیس Bādghīs) ist eine Provinz (Velayat) im Nordwesten Afghanistans mit 569.150 Einwohnern (Stand: 2022). 2014 betrug die Einwohnerzahl 479.800.
Die Hauptstadt dieser Provinz ist Qala-i-Naw. Badghis grenzt an die Nachbarprovinzen Herat, Ghor und Faryab sowie an den Staat Turkmenistan.

## Wirtschaft
Während die für die Drogenproduktion wichtige Provinz Helmand 2015 Ernteeinbußen bei Schlafmohn erlitt, erhöhte sich die Ernte in Badghis nach US Einschätzung um 145 %.

## Verwaltungsgliederung
Die Provinz ist in sieben Distrikte gegliedert:
Ab Kamari, Ghormach, Jawand, Muqur, Bala Murghab, Qadis und Qala-i-Naw.

## Geschichte
Das mittelalterliche Ghartschistan (Ġarčistān) erstreckte sich ungefähr auf dem Gebiet von Badghis. Anusch-Tegin Ghartschai, der Begründer der Dynastie der Anuschteginiden, die das Reich von Choresmien beherrschten, stammte von hier.

## Bilder

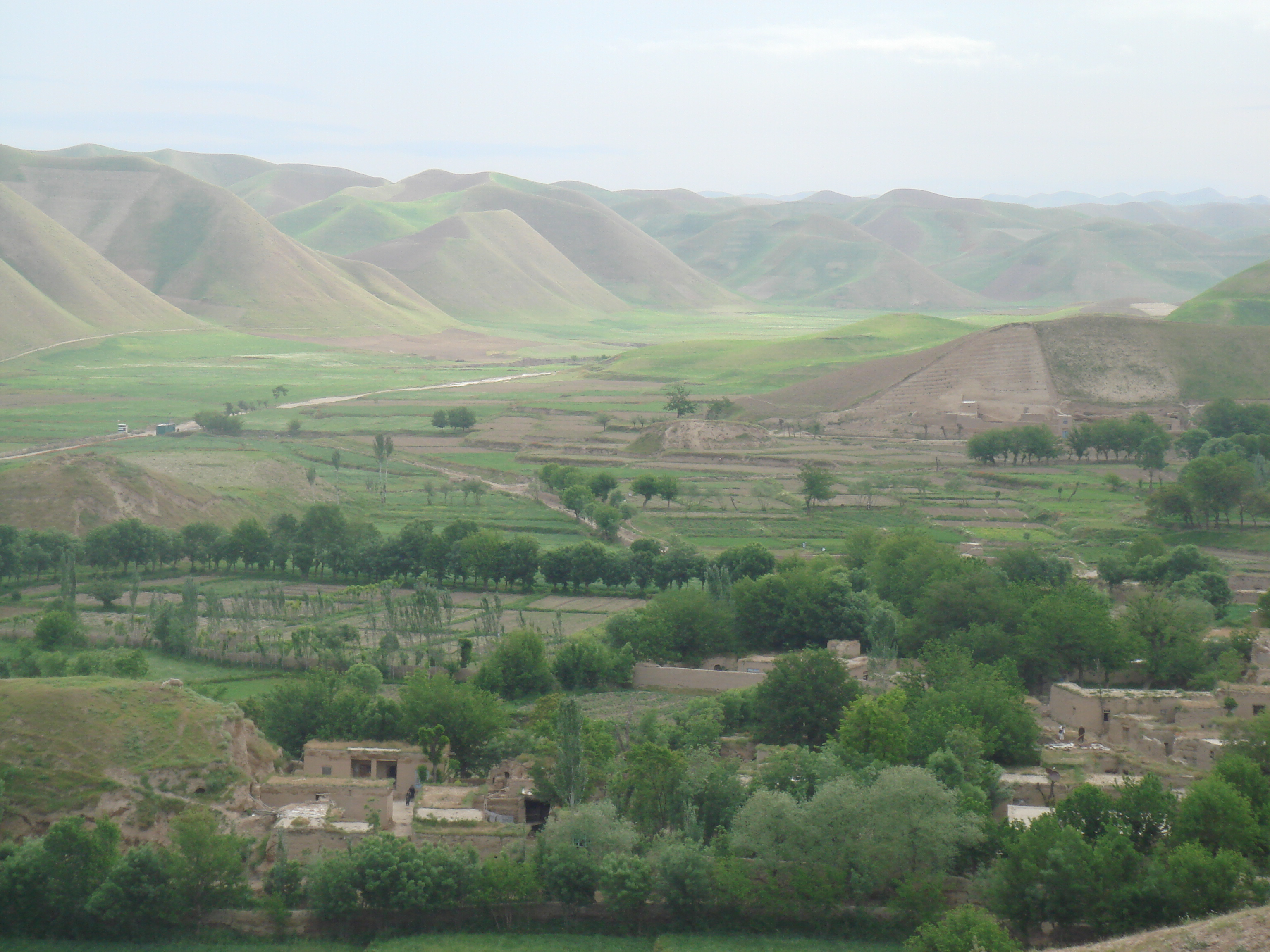
Fruchtbares Tal
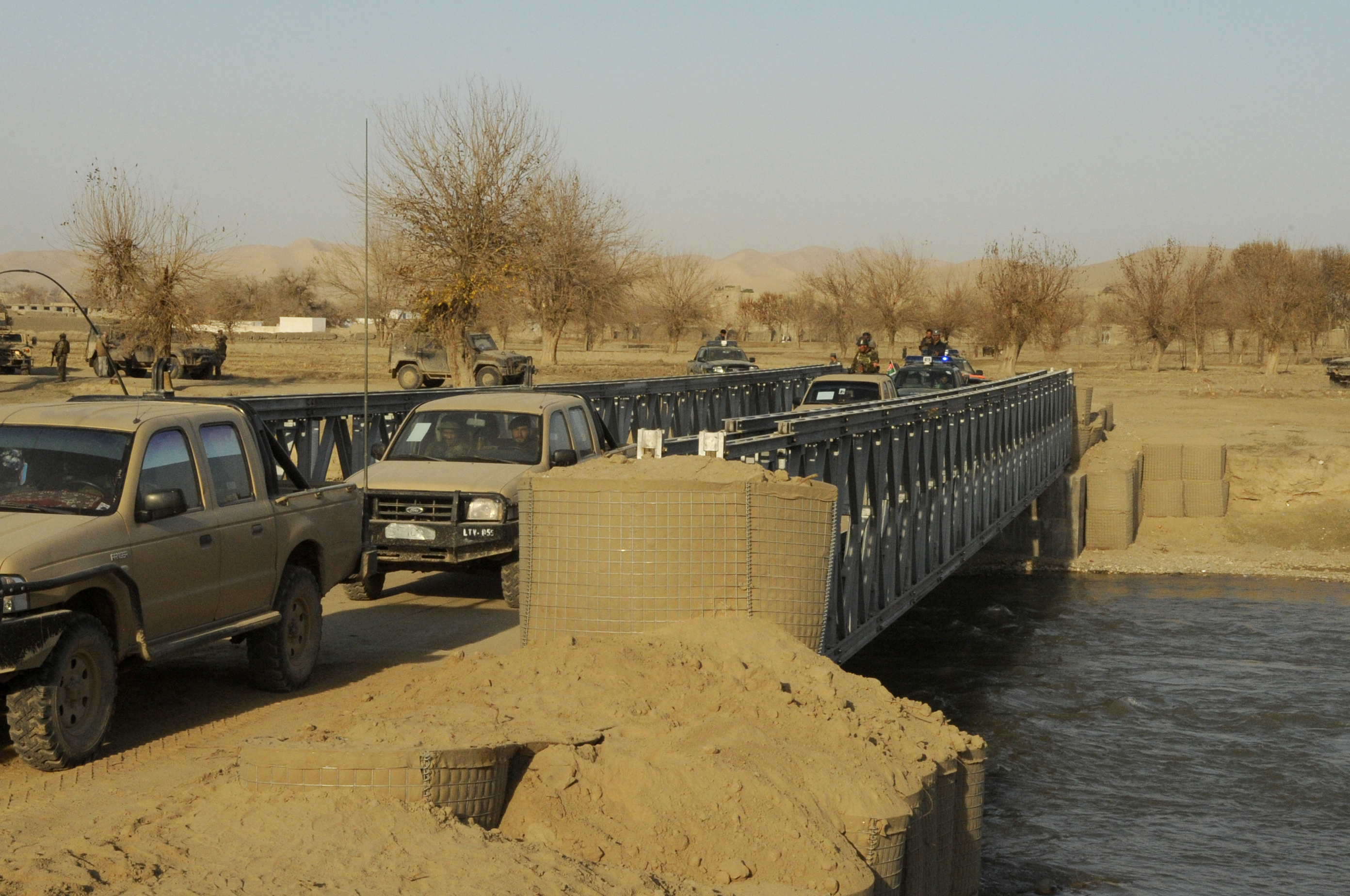
Brücke über den Murgab
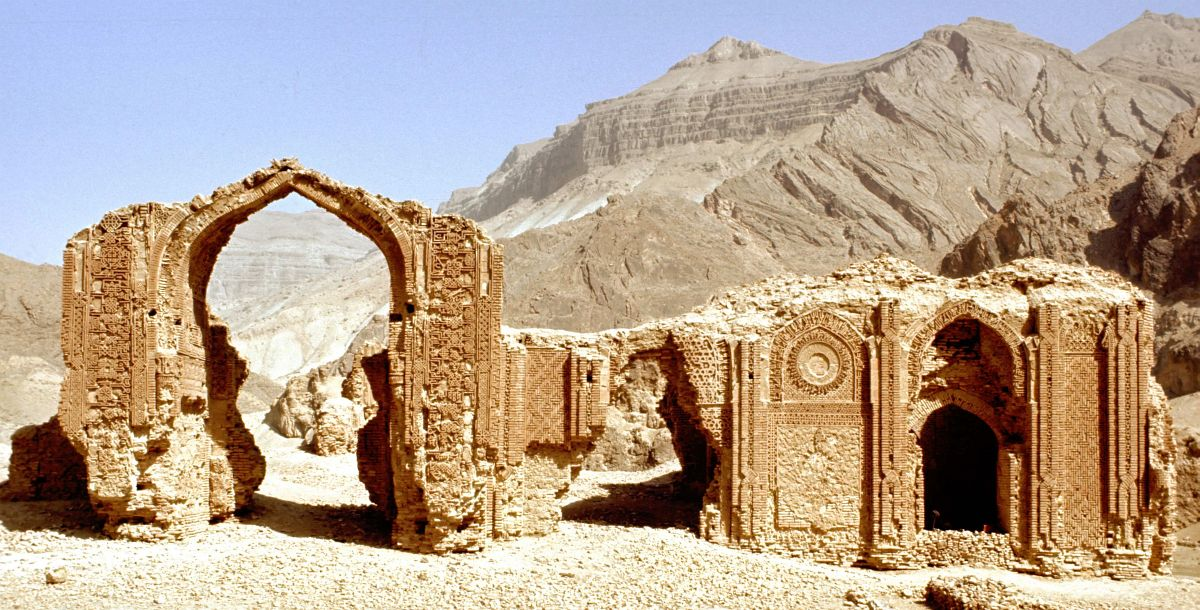
Ghuridische Madrasa Schah-i Maschhad
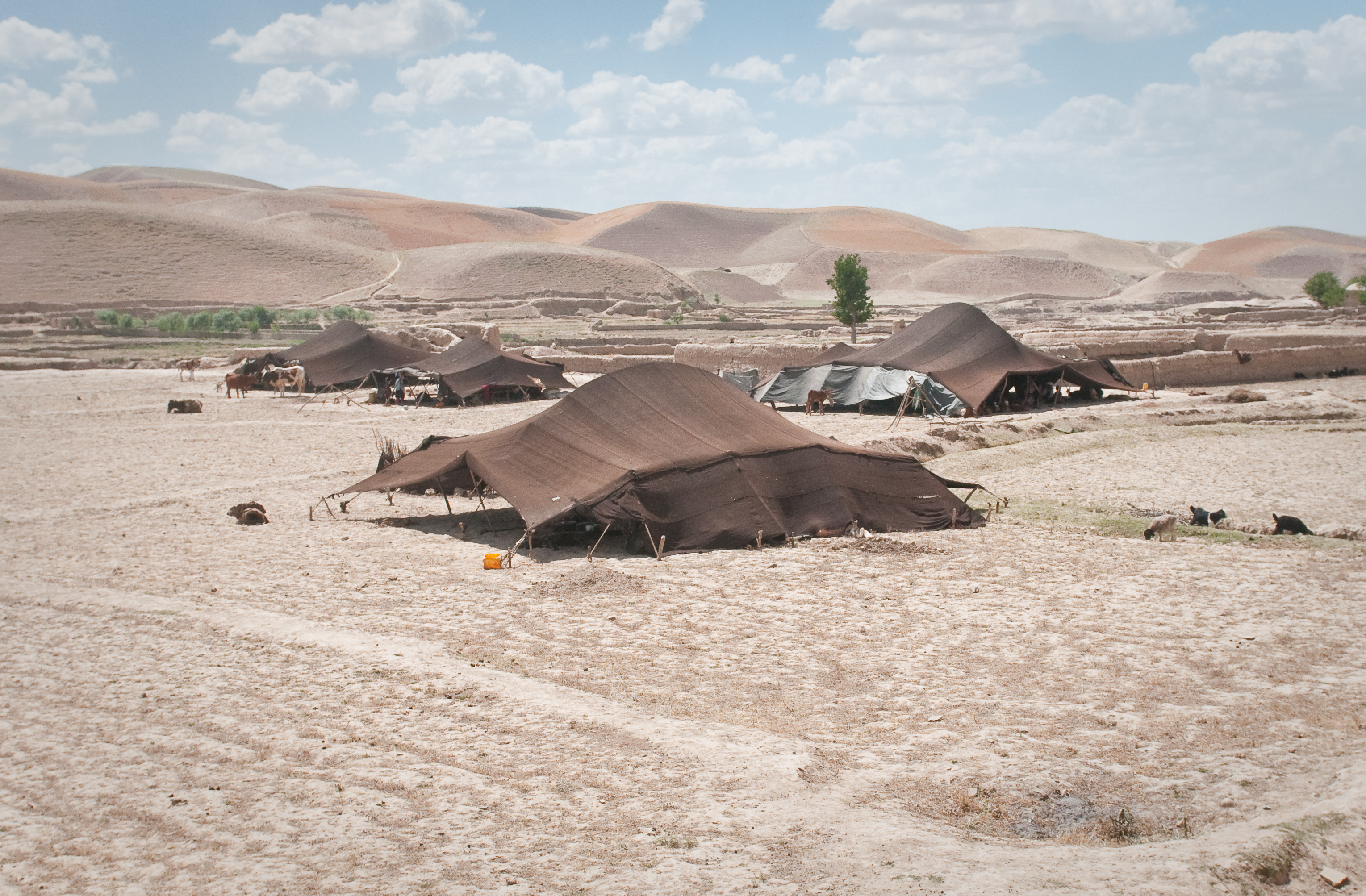
Nomadenzelte
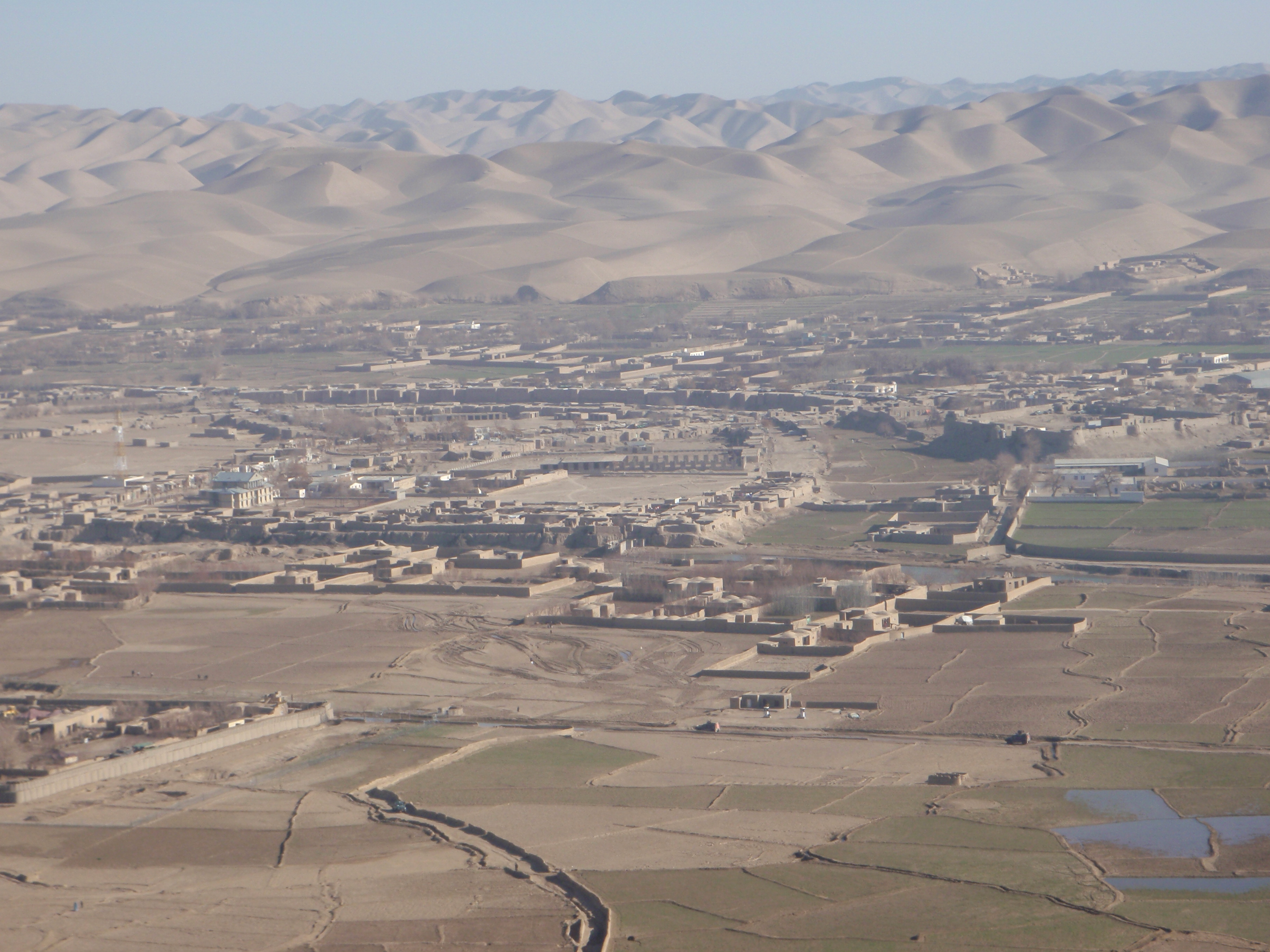
Bala Murgab